# Armoriale delle famiglie italiane (Cor-Coz)
Questo è l'armoriale delle famiglie italiane il cui cognome inizia con le lettere che vanno da Cor a Coz.

## Armi

### Cora
| Stemma | Casato e blasonatura |
| ------ | --- |
|        | Cora o Besini (Modena, Ferrara) (la blasonatura non è stata ancora caricata) (citato in UNFE) Immagine nella Biblioteca Estense Universitaria (id. 780).                                         |
|        | Cora o Besini (la blasonatura non è stata ancora caricata) (citato in UNFE) Immagine nella Biblioteca Estense Universitaria (id. 3812).                                                          |
|        | Coraducci (Montefalco) (la blasonatura non è stata ancora caricata) (citato in (27)) |
|        | Coraggioso o Coragioso D'azzurro, al leone d'oro, armato e linguato di rosso, tenente con la zampa destra un cuore al naturale (citato in (15))                                                  |
|        | Corari (Pescia) Troncato d'argento e di rosso, al leone dell'uno all'altro (citato in (13)) |
|        | Corari o Corrari Titolo: signori di Castelletto d'Erro; consignori di Montiglio, Scandeluzza Troncato d'argento e di rosso, al rombo dell'uno nell'altro (citato in (15))                        |
|        | Corati (Firenze) Inquartato: nel 1º e 4º fasciato ondato d'argento e di rosso; nel 2º e 3º di..., al destrocherio di carnagione, vestito di..., tenente un cuore di rosso (citato in (13))       |
|        | Coratti (Toscana) (DE) In Blau 1 silberner Stierkopf, begleitet oben von 3 achtstrahligen goldenen Sternen balkenweise, unten von 3 liegenden silbernen Halbmonden 2:1 gestellt (citato in (28)) |
|        | Corazio (Cesena) (la blasonatura non è stata ancora caricata) (citato in BLCW) Immagine in Blasone Cesenate.                                                                                     |
|        | Corazza (Palermo) d'azzurro, al guerriero armato di tutte pezze d'argento, impugnante con la destra un'alabarda e con la sinistra uno scudo, il tutto dello stesso (citato in Mango)             |

### Corb
| Stemma | Casato e blasonatura |
| ------ | --- |
|        | Corbara (Orvieto) Giglio (citato in DAlena) |
|        | Corbella (Pinerolo) D'azzurro, a tre bande d'argento (citato in (15)) |
|        | Corbelli (Pesaro) troncato: nel 1º di azzurro al corvo passante di nero con il becco e le zampe di rosso; nel 2º di argento a tre bande di rosso; fascia d'oro sulla troncatura Cimiero: aquila bicipite con corona imperiale Motto: Pedes ac rostrum Gallorum sanguine tinxi (citato in (4) – Vol. II pag. 533) |
|        | Corbelli (Forlì) (la blasonatura non è stata ancora caricata) (citato in DAlena) |
|        | Corbera o Corvera o Incorbera (Sicilia) Titolo: barone di Miserendino d'argento, a cinque corvi posati di nero, situati in croce di S. Andrea (citato in DAlena, in Mango e in (26)) Corona di barone Notizie storiche in Famiglie nobili di Sicilia. |
|        | Corberas (Sardegna) (d'oro, a tre corvi posati di nero) (citato in Corberas, su athenanoctua.com. URL consultato l'11 dicembre 2020 (archiviato dall'url originale il 28 giugno 2013).) |
|        | Corbetta Bellini (Vercelli) Titolo: consignori di Lessolo D'azzurro, alla fascia d'argento, accompagnata da tre corbelli, d'oro (citato in (15)) |
|        | Corbinelli o Corbinegli (Firenze) D'azzurro, al cervo saliente d'argento (citato in (13)) D'azzuro al cervo rampante d'argento (citato in DAlena) (DE) In Blau 1 silberner Hirsch (citato in (28)) |
|        | Corbini (Pisa) Trinciato d'oro e d'azzurro, al bue furioso reciso d'argento nel secondo (citato in (13)) |
|        | Corbino o Corbini (Sicilia) troncato: nel 1° d'oro; nel 2° d'azzurro, al bue scorticato al naturale (citato in Mango) diviso nel 1° d'oro; e nel 2° d'azzurro con un bue scorticato al naturale (citato in (26)) Notizie storiche in Famiglie nobili di Sicilia. |
|        | Corbis (la blasonatura non è stata ancora caricata) (citato in DAlena) |
|        | Corbizi (Firenze) Partito cuneato a punte lunghe d'oro e di rosso alias Partito cuneato a punte lunghe d'oro e di rosso; con il capo di..., caricato di un crescente volto di... alias Partito cuneato a punte lunghe d'oro e di rosso; con il capo d'Angiò-Sicilia (d'azzurro, seminato di gigli d'oro, al lambello a quattro pendenti attraversante di rosso) (citato in (13) e in DAlena)                        |
|        | Corbizi (Cesena) (la blasonatura non è stata ancora caricata) (citato in BLCW) Immagine in Blasone Cesenate. |
|        | Corbizzeschi (Firenze) Di nero, al lupo rapace d'argento (citato in (13)) |
|        | Corbizzi (Firenze) partito, cuneato d'argento e di rosso (citato in (2) – pag. 217 e in (5) - pag. 136) |
|        | Corbizzi (Toscana) (DE) Gold-rot spitzenförmig gespalten (citato in (28)) |
|        | Corbolani (Firenze) D'oro, al corvo posato di nero (citato in (13)) alias D'oro, al corvo posato di nero, accollato da un lambello a tre pendenti di rosso (citato in (13)) alias D'oro, al corvo posato di nero, accollato da un lambello a quattro pendenti di rosso (citato in (13)) (DE) In Gold 1 schreitender rotbewehrter schwarzer Vogel, überdeckt von 1 vierlätzigen roten Turnierkragen (citato in (28)) |
|        | Corboli (Firenze) D'oro, a tre corvi posati di nero, 2.1, accompagnati in capo da un lambello a tre pendenti di rosso (citato in (13)) (DE) In Gold 3 schreitende schwarze Vögel 2:1 gestellt und oben begleitet von 1 dreilätzigen roten Turnierkragen (citato in (28)) alias Di..., a tre corvi posati di..., 1.2; con il capo d'Angiò (citato in (13))                                                           |
|        | Corbolini da Montagnana (Firenze) Di..., al toro furioso di... (citato in (13)) |

### Cord
| Stemma | Casato e blasonatura |
| ------ | --- |
|        | Corda (Borutta, Torralba, Siligo, Sassari, Feriburgo, Roma) troncato: al 1º di rosso alla croce d'argento, al 2º di azzurro al braccio armato al naturale, tenente colla mano di carnagione un cuore d'argento (citato in (4) – Vol. II pag. 534, in (10) e in DAlena) |
|        | Cordara e Cordara Pellizzari (Nizza Monferrato) Titolo: conti di Calamandrana Troncato, al 1º d'oro, alla quercia nutrita nella partizione, con il tronco accollato a più giri da una serpe, il tutto al naturale, accostato da due leoncini di rosso, addossati; al 2° fasciato di rosso e d'oro (citato in (15)) |
|        | Cordella (Marina Palmense (Fermo)) Titolo: conti di Benevello troncato nel 1º di azzurro al leone nascente di oro;nel 2º d'argento alla fiamma divampante di rosso con la fascia di rosso sulla troncatura caricata di una corda d'argento ondeggiante in fascia (citato in (4) – Vol. II pag. 535 e in (15)) |
|        | Cordelli (Viterbo) (la blasonatura non è stata ancora caricata) (immagine dello Stemmario reale di Baviera.) |
|        | Cordera Casoni Titolo: conti di Castelletto Merli Troncato, al 1° d'oro, all'aquila di nero, al 2° di rosso, al cuore trafitto da due frecce, decussate, il tutto d'argento, con la fascia di rosso, carica di tre stelle,d'oro (citato in (15)) |
|        | Cordero (linea di Pamparato) (Torino) Titoli: Marchese di Pamparato, Conte di Roburent, Signore di Roasio d'azzurro, troncato da un filetto: di sopra, all'arco col dardo incoccato, accompagnato da due stelle; di sotto, a due bande; il tutto d'oro alias D'azzurro, troncato da un filetto, nel primo all'arco con il dardo incoccato, accompagnato da due stelle, nel secondo a tre bande, il tutto d'oro (citato in (15)) Cimiero: il cuore di rosso, infiammato Motto: Aimer Dieu (citato in (4) – Vol. II pag. 536)                                                                                           |
|        | Cordero (linea di Montezemolo) (Mondovì) Titolo: marchese di Montezemolo, conte di Belvedere, S. Quintino, signore di Ceva, Montezemolo d'azzurro, troncato da un filetto: di sopra, all'arco col dardo incoccato, accompagnato da due stelle; di sotto, a due bande; il tutto d'oro (citato in (4) – Vol. II pag. 536, in (15) e in (22)) Cimiero: il cuore di rosso, infiammato Motto: Aimer Dieu - Honneur et fidélité |
|        | Cordero (linea di Vonzo) (Torino) Titoli: Conte di Vonzo, Signore di Cocconato d'azzurro, troncato da un filetto: di sopra, all'arco col dardo incoccato, accompagnato da due stelle; di sotto, a due bande; il tutto d'oro alias D'azzurro, troncato da un filetto, nel primo all'arco con il dardo incoccato, sovrastato da due stelle, nel secondo a due bande, il tutto d'oro (citato in (15)) Cimiero: il cuore di rosso, infiammato Motto: Aimer Dieu (citato in (4) – Vol. II pag. 536) |
|        | Cordero (Carmagnola) D'oro, troncato, al 1° all'aquila coronata di nero, al 2° a tre bande d'azzurro, quella di mezzo caricata di due stelle d'oro (citato in (15)) |
|        | Cordero (Piemonte) inquartato d'argento, al cuore di rosso, e di rosso pieno (Immagine nella Raccolta stemmi Trippini (JPG).) |
|        | Cordero (Torino, Mondovì) arco incoccato di oro in fascia su azzurro - 2 stelle (5 raggi) di oro su azzurro - bandato di oro e di azzurro (citato in LEOM) |
|        | Cordini (Firenze) Losangato d'azzurro e d'argento, con il capo del primo caricato di tre gigli del secondo (citato in (13)) |
|        | Cordini Orlandi (Toscana) (DE) Unter 1 Schildhaupt, darin 1 mit den Wörtern COL TEMPO belegtes Spruchband, blau-gold gespalten: Vorne 2 gekreuzte und durch 1 silbernes Band verbundene goldene Disteln, hinten 1 silberner Löwe, überdeckt von 1 erniedrigten roten Schrägbalken und oben begleitet von 1 vierlätzigen roten Turnierkragen (citato in (28)) |
|        | Cordoba (Catanzaro) D'oro a tre fasce rialzate di rosso accompagnate in punta da un re moro in maestà, nascente, legato per il collo da una catena d'oro in sbarra, vestito di verde col manto di porpora e coronato d'oro all'antica (citato in DAlena e in BLCL) |
|        | Cordoni (Toscana) (DE) Unter 1 blauen Schildhaupt, darin 3 goldene Lilien (Capo di Francia), rot-silber geschacht (citato in (28)) |
|        | Cordopatri (Monteleone di Calabria - Vibo Valentia, Paracorio - Delianuova) in campo ceruleo, un cuore al naturale con la fiamma frecciato è sito sopra Tre monti; oltre il sole raggiante, che gli spande i suoi raggi dorati, vi sono pure tre stelle argentee nel lato destro dello scudo, il quale è diviso trasversalmente da una fascia alias di verde alla fascia d'argento attraversante e al cuore frecciato al naturale con la fiamma, nascente da tre monti all'italiana e illuminato da un sole dorato raggiante, accompagnato nel canton sinistro da tre stelle d'argento poste due-uno (citato in (35)) |
|        | Cordopatri (Monteleone di Calabria - Vibo Valentia) Partito: nel I di nero al leone rampante d'oro; nel II di verde al cuore al naturale nascente da tre monti all'italiana e illuminato da un sole d'oro raggiante accompagnato nel canton sinistro da tre stelle d'argento poste due-uno (citato in (12), (34) e (35)) |
|        | Cordova (Sicilia) Titolo: conte di Cabra di Buena, Palermos, Alcaudet; marchese di Bitonto, della Giostra, Balsamo; duca di Sessa, Somma D'oro a tre fasce di rosso e un re moro vestito di verde, col manto di porpora, coronato d'oro all'antica, incatenato pel collo (citato in DAlena e in (26)) alias Quattro fasce vermiglie in campo d'oro (citato in DAlena) Corona di marchese Lo scudo accollato da trofeo militare Notizie storiche in Famiglie nobili di Sicilia. |

### Core
| Stemma | Casato e blasonatura |
| ------ | --- |
|        | Corelli (Fusignano, Ravenna, Roma) d'oro al cuore di rosso e alla fascia d'argento attraversante, caricata di tre crocette del secondo; col capo d'azzurro a tre gigli d'oro (citato in (4) – Vol. II pag. 538) |
|        | Coreth o Coredo (Coredo (Trento), Salorno (Trento)) Titoli: Barone di Starkenberg, Conte del S. R. I. l'aquila bicipite di nero, rostrata ed armata d'oro, linguata di rosso, coronata all'imperiale, diademata su ambo le teste, portante sul petto uno scudo, inquartato: nel 1º e 4º d'azzurro a tre fasce d'oro; nel 2º tagliato: a) di rosso, al leone d'oro andante sulla partizione, rivoltato e con la coda alzata; b) d'argento a due stelle (8) di rosso poste lungo la partizione e divise da una linea di nero; nel 3º tagliato: a) d'argento a due stelle (8) di rosso, poste lungo la partizione e divise da una linea in banda di nero; b) di rosso al leone d'oro, andante sotto la partizione e rivoltato con la coda alzata. Sul tutto uno scudetto coronato d'oro e palato di rosso e d'argento di quattro pezzi Cimiero: quattro elmi d'oro (citato in (4) – Vol. II pag. 538) |

### Corf
| Stemma | Casato e blasonatura |
| ------ | --- |
|        | Corfini (Modena, Napoli, Milano) troncato semipartito: a) d'azzurro a tre stelle (8) d'oro; b) di rosso a tre leopardi al naturale rampanti, i due in capo affrontati;c) d'oro, a tre cuori di rosso (citato in (4) – Vol. II pag. 539) |

### Cori
| Stemma | Casato e blasonatura |
| ------ | --- |
|        | Corica (Castroreale, Messina) d'azzurro, al sole d'oro, tramontante nel mare al naturale, movente dalla punta (citato in Mango) |
|        | Corigliano (Napoli, Lucera) Titolo: marchese di Rignano, patrizio di Lucera, predicato dei marchesi di Rignano d'azzurro alla banda accompagnata in capo da un leone linguato di rosso e coronato, il tutto d'oro (citato in (16))                                                |
|        | Corigliano (Napoli) banda di oro su azzurro - leone rampante coronato di oro in alto a destra su azzurro (citato in LEOM) |
|        | Coriglies o Cruyllas (Sicilia) Titolo: barone di Francofonte di rosso, con nove crocette patenti d'argento, ordinate 3, 3, 3 (citato in (26)) Corona di conte Notizie storiche in Famiglie nobili di Sicilia.                                                                     |
|        | Corinaldi (Padova) Titolo: Conte d'argento al monte di verde di tre vette, col capo di rosso, carico di un leone passante sopra un ristretto di pianura e tenente con la zampa anteriore destra una ruota, il tutto d'oro Motto: Non fuorvierà (citato in (4) – Vol. II pag. 539) |
|        | Corio (Milano) leone rampante nascente dalla troncatura di oro su rosso - 2 lettere C maiuscole fiorate e incrociate di azzurro su argento (citato in LEOM) |

### Corl
| Stemma | Casato e blasonatura                                                                                       |
| ------ | --- |
|        | Corletti o Corletti di Puccio (Toscana) (DE) In gespaltenem Feld 2 einwärtsgekehrte Löwen (citato in (28)) |

### Corn
| Stemma | Casato e blasonatura |
| ------ | --- |
|        | Cornacchia (Parma) cornacchia (uccello) di nero su azzurro - 3 stelle (5 raggi) di oro poste in fascia su azzurro in alto - 3 scudetti di rosso uscenti dalla troncatura su argento (citato in LEOM) |
|        | Cornacchia (Parma) cornacchia (uccello) di nero in volo su argento - 5 palle in alto di argento su 3 pali di rosso e di rosso su argento (citato in LEOM) |
|        | Cornacchini (Arezzo) D'oro, alla testa di Giano bifronte di carnagione, accompagnata in punta da due uccelli (cornacchie) controposati al naturale (citato in (13)) |
|        | Cornacchini (Firenze) D'argento, a tre uccelli (cornacchie) posati di nero, 2.1, lampassati di rosso (citato in (13)) |
|        | Cornacchini (Firenze) d'argento, a tre cornacchie di nero (citato in (2) – pag. 179 e in DAlena) (DE) In Silber 3 schreitende schwarze Krähen, 2:1 gestellt (citato in (28)) |
|        | Cornacchini (Firenze) D'azzurro, alla sbarra di rosso accompagnata in capo da un uccello (cornacchia) posato sulla sbarra e rivolto di nero, e in punta da un monte di tre cime d'oro (citato in (13)) |
|        | Cornaggia di rosso a tre bande d'oro, col capo d'argento caricato di una cornacchia al naturale (citato in (4) – Vol. II pag. 540) |
|        | Cornaggia di rosso a tre bande d'argento, col capo d'argento caricato di una cornacchia al naturale (citato in (4) – Vol. II pag. 540) |
|        | Cornaggia Medici e Cornaggia Medici Castiglioni (Milano) 3 bande di oro su rosso - cornacchia (uccello) di nero su argento in capo (citato in LEOM) |
|        | Cornaggia Medici e Cornaggia Medici Castiglioni (Milano) partito a) di Cornaggia che è: di rosso a tre bande d'oro, col capo d'argento caricato di una cornacchia al naturale; b) di Medici che è ripartito controfasciato d'azzurro e d'argento al castello di rosso, col capo d'oro caricato da un'aquila di nero Cimiero: la cornacchia al naturale (citato in (4) – Vol. II pag. 540) |
|        | Cornaggia Medici e Cornaggia Medici Castiglioni (Milano) partito a) di Cornaggia che è: di rosso a tre bande d'argento, col capo d'argento caricato di una cornacchia al naturale; b) di Medici che è ripartito controfasciato d'azzurro e d'argento al castello di rosso, col capo d'oro caricato da un'aquila di nero Cimiero: la cornacchia al naturale (citato in (4) – Vol. II pag. 540) |
|        | Cornaggia Medici e Cornaggia Medici Castiglioni (Milano) partito a) di Cornaggia che è: di rosso a tre bande d'argento, col capo d'argento caricato di una cornacchia al naturale; b) di Medici che è ripartito controfasciato d'azzurro e d'argento al castello di rosso, col capo d'oro caricato da un'aquila di nero Cimiero: la cornacchia al naturale (citato in (4) – Vol. II pag. 540) |
|        | Cornaggia Medici e Cornaggia Medici Castiglioni (Milano) inquartato: il 1º e 4º ripartito controfasciato d'azzurro e d'argento al castello di rosso, col capo d'oro caricato da un'aquila di nero (Medici); il 2º e 3º di rosso al leone d'argento coronato d'oro sostenente colla zampa destra una torre d'oro (Castiglioni); sul tutto di rosso a tre bande d'oro, col capo d'argento caricato di una cornacchia al naturale (Cornaggia) Cimiero: la cornacchia al naturale (citato in (4) – Vol. II pag. 540)                                                          |
|        | Cornaro (Sicilia) d'argento, con un leone di nero, fasciato d'oro di due pezzi, sormontato da una croce potenziata di rosso, accantonata da quattro crocette dello stesso (citato in (26)) Notizie storiche in Famiglie nobili di Sicilia. |
|        | Corneli (Torino) D'oro, a tre bande d'azzurro Motto: Surtout fais devoir (citato in (15)) |
|        | Corneli (Cesena) (la blasonatura non è stata ancora caricata) (citato in BLCW) Immagine in Blasone Cesenate. |
|        | Cornelio o De Corneliis (Sicilia) partito d'azzurro e di rosso, alla corona all'antica d'oro, attraversante sulla partizione (citato in Mango e in (26)) Notizie storiche in Famiglie nobili di Sicilia. |
|        | Corner (Treviso, Venezia, Padova) Titoli: N.U.N.D., Patrizio veneto partito d'oro e d'azzurro (citato in (4) - Vol. II pag. 540) |
|        | Corner (Venezia, Belluno) Titoli: N.U.N.D., Patrizio veneto, Conte partito d'oro e d'azzurro (citato in (4) - Vol. II pag. 542) |
|        | Corner (Treviso, Venezia, Padova) Titoli: N.U.N.D., Patrizio veneto partito d'oro e d'azzurro, alla corona all'antica dell'uno all'altro (citato in (3) e in (4) - Vol. II pag. 540) |
|        | Corner (Milano) Titolo: Nobile partito: d'oro e di azzurro, allo scudetto del primo, carico di un'aquila di nero, col volo abbassato, coronata del campo (citato in (4) – Vol. II pag. 542) |
|        | Corniani (Brescia) troncato: nel 1º d'oro all'aquila coronata di nero; nel 2º di nero al corno da caccia pendente da un cordone, il tutto d'oro (citato in (4) – Vol. II pag. 542) |
|        | Corniani (Orzinuovi) aquila di nero su oro - corno da caccia rivolto di oro su nero (citato in LEOM) |
|        | Cornicola (Venezia) troncato: nel 1º d'oro alla cornacchia di nero sul troncato; nel 2º di verde alla cornacchia di nero (citato in (2) – pag. 179 e in DAlena) |
|        | Cornillon (Nizza) Titolo: conti di Massoins D'azzurro, a due scaglioni gemelli d'oro, accompagnati da tre cornacchie al naturale, due in capo affrontate, una in punta, beccate e membrate di rosso alias D'azzurro, a due scaglioni gemelli d'oro, accompagnati da tre cornacchie al naturale, beccate e membrate di rosso alias D'azzurro a due scaglioni d'oro, accompagnati da tre cornacchie al naturale, quelle in capo affrontate, lo scaglione superiore sormontato da una stella, l'inferiore accompagnato in capo da due gigli, il tutto d'oro (citato in (15)) |
|        | Cornillons de Massoins d'azzurro, a due scaglioni d'oro accompagnati da tre cornacchie, al naturale, quelle in capo affrontate; lo scaglione superiore sormontato da una stella, l'inferiore accompagnato, in capo, da due gigli, il tutto d'oro (citato in (4) – Vol. II pag. 542) |
|        | Cornimi (Firenze) Di..., al crescente montante di...; con il capo di... (citato in (13)) |
|        | Cornisio o Carnisio (la blasonatura non è stata ancora caricata) (citato in DAlena) |
|        | Cornurello (Venezia) (FR) D'or, à la barre de gueules, acc. de deux croix recroisettées du même (citato in JB Rietstap) (archiviato dall'url originale il 17 agosto 2016). |

### Coro
| Stemma | Casato e blasonatura |
| ------ | --- |
|        | Corogna (Messina) d'argento, all'aquila spiegata di nero (citato in Mango) |
|        | Corona (Sicilia) d'azzurro, con una corona ducale d'oro infilzata nella coda d'una cometa dello stesso ondeggiante in palo (citato in (26)) Notizie storiche in Famiglie nobili di Sicilia. |
|        | Coronini Cronberg (Gorizia) Titolo: Conte del S. R. I. inquartato: nel 1º e 4º, d'argento al leone di rosso tenente una candela accesa; al 2º e 3º d'oro all'aquila bicipite di nero coronata sulle due teste del campo. Sul tutto di rosso ad un monte di tre cime di verde sormontato da una corona reale d'oro Cimieri: a destra le tre cime sormontate dalla corona come sul tutto; a sinistra, il leone di rosso, nascente, tenente con le zampe una corona d'oro (citato in (4) – Vol. II pag. 543) |
|        | Corollario (Napoli) Troncato d'oro e di rosso, caricato il 1º di una cipolla di rosso, radicata e fogliata di verde; catenella d'oro di 13 maglie, senza medaglia, appesa ai 2 angoli di capo dello scudo accollato ad una spada sguainata, di ferro, bassa in sbarra. |

### Corp
| Stemma | Casato e blasonatura |
| ------ | --- |
|        | Corporandi (Torino) Titoli: Barone di Auvare, Consignore de La Croix Daluis, Saint Léger troncato: al 1º d'azzurro, a tre stelle (6) d'argento, ordinate in fascia; al 2º di rosso, a due corni da caccia, d'argento, legati, addossati, i bocchini decussati (citato in (4) – Vol. II pag. 545 e in (15)) alias Troncato, al 1° d'azzuro a tre stelle (8) d'argento ordinate in fascia, al 2° di rosso a due corni da caccia d'argento, legati, addossati, i bocchini decussati (citato in (15)) |

### Corr
| Stemma | Casato e blasonatura |
| ------ | --- |
|        | Corradenghi (Alba) Titolo: consignori di Morozzo, Perno Troncato d'azzurro e d'argento (citato in (15)) |
|        | Corradi (Ferrara) d'azzurro, alla banda d'argento caricata di 3 cuori di rosso, accompagnata da 3 stelle d'oro (citato in DAlena) |
|        | Corradi (Urbino) troncato centrato d'azzurro e di argento, alla fascia centrata convessa d'oro attraversante sulla partizione, l'azzurro caricato di 3 stelle (6) d'oro ordinate in fascia, l'argento caricato da un S. Cuore di rosso, infiammato d'argento, trafitto da una freccia di nero, posta in sbarra, la punta in basso Motto: Ou je m'attache je moeur (citato in (11) – pag. 3) consultazione documento originale on line (archiviato dall'url originale il 6 marzo 2016). |
|        | Corradi (Chiavari) castello (3 torri) merlato alla ghibellina al naturale su azzurro - scaglione rovesciato di rosso su troncato in scaglione rovesciato di argento e di oro - lettera M maiuscola fiorita e radiata di oro su argento - 2 stelle (5 raggi) di azzurro su oro - trangla di rosso (citato in LEOM) |
|        | Corradi (Cesena) (la blasonatura non è stata ancora caricata) (citato in BLCW) Immagine in Blasone Cesenate. |
|        | Corradi Cervi (Parma) Titolo: Marchese di Piantogna troncato, nel 1º partito: a) di argento a un cuore di rosso trafitto da una freccia di nero posta in sbarra; b) d'azzurro a un cervo al naturale rampante su tre monti di verde; nel 2º scaccato d'argento e di rosso Ornamenti: lo scudo accollato ad u nastro dell'Ordine Costantiniano di Parma, da cui pende la croce dell'Ordine. Sotto lo scudo due fiaccole accese, decussate, volte all'ingiù Motto: Fideliter ex corde (citato in (4) – Vol. II pag. 545) |
|        | Corradini (Ancona, Macerata) troncato di oro e d'argento: nel 1º a due gigli d'azzurro posti in fascia; nel 2º al cuore di rosso con tre fiori al naturale uscenti dalla cima del medesimo, alla fascia di rosso sulla troncatura (citato in (4) – Vol. II pag. 546) |
|        | Corradini (Roma, Udine, Genova) Titoli: Nobile, Cavaliere del S. R. I. semitroncato e partito: al 1º palato di 4 pezzi d'oro, d'azzurro, d'argento e di nero; al 2º palato pure di nero, di nero, d'oro, d'azzurro e d'argento; al 3º di rosso pieno Cimiero: giovane nascente, vestito partito degli smalti dello scudo, col berretto piumato di cinque penne d'oro, di azzurro, d'argento, di nero e di rosso, tenente colla sinistra una spada al naturale, posta in banda ed abbassata (citato in (4) – Vol. II pag. 546) |
|        | Corradini (Livorno) Partito: nel 1º di rosso, al castello d'oro, uscente dalla partizione, merlato alla ghibellina e aperto del campo; nel 2º d'argento, a due fasce d'azzurro, caricate ciascuna di una stella a otto punte d'oro (citato in (13)) |
|        | Corradini (Reggio Emilia, Montecchio) avambraccio destro in palo manicato di oro ornato di un nastro di rosso svolazzante in fascia uscente da nuvola al naturale e afferrante con la mano di carnagione un cuore infiammato di rosso su azzurro (citato in LEOM) |
|        | Corradini (Conegliano Veneto) 3 cuori di rosso su fascia di oro su azzurro - 3 stelle (6 raggi) di oro poste 2,1 su azzurro (citato in LEOM) |
|        | Corradini (Venezia) (FR) Écartelé, aux 1 et 4, d'argent, à un coeur de gueules, aux 2 et 3, d'azur, à la fasce d'or, acc. de deux étoiles du même, 1 en chef et 1 en pointe. Sur le tout d'or à l'aigle de sable. (citato in JB Rietstap (archiviato dall'url originale il 17 agosto 2016).) |
|        | Corrado (Sicilia) (la blasonatura non è stata ancora caricata) (citato in DAlena) |
|        | Corrales (Siracusa) di verde, alla torre d'oro, cimata da un gallo del suo colore (citato in Mango) di verde, con una torre di oro merlata di tre pezzi, aperta e finestrata del campo, ed un gallo d'oro nella sommità (citato in (26)) Notizie storiche in Famiglie nobili di Sicilia. |
|        | Corranzi (Padova) Partito d'argento e di rosso al cervo ramoso passante dell'uno nell'altro (citato in DAlena) |
|        | Correa (Roma) (la blasonatura non è stata ancora caricata) (Immagine nell' Archivio Storico Capitolino (PDF) (archiviato dall'url originale il 4 marzo 2016).) |
|        | Correale o Curiali (Napoli, Sorrento, Salerno). Titolo: patrizio di Sorrento del seggio di Porta, patrizio di Napoli del seggio di Porto, patrizio di Salerno del seggio di Portarotese, duca di Sorrento, marchese di Gerace, conte di Terranova, barone d'argento alla croce di Sant'Andrea di 4 rose rosse (citato in (16)) d'argento alla croce di S. Andrea azzurra, accantonata da quattro rose rosse (citato in (19)) croce di Sant'Andrea di azzurro su argento accantonata da 4 rose di rosso su argento (citato in LEOM) alias d'azzurro alla banda dentata d'oro (citato in (16)) banda doppiodentata di oro su azzurro (citato in LEOM) Notizie storiche in Nobili napoletani. |
|        | Corredo (Sicilia) di rosso, con un daino d'oro corrente, sormontato da un giglio dello stesso (citato in (26)) Notizie storiche in Famiglie nobili di Sicilia. |
|        | Corrente (Sicilia) di azzurro, con un castello a tre torri merlate di tre pezzi d'oro, dalla di cui porta scorre un fiume d'argento (citato in (26)) Notizie storiche in Famiglie nobili di Sicilia. |
|        | Correr o Corraro ((Venezia)) Titoli: N.U.N.D., Patrizio veneto, Conte dell'I. A. troncato d'argento e d'azzurro alla losanga confinante dell'uno all'altro (citato in CROL - pag. 199, in (4) - Vol. II pag. 547 e nella Enciclopedia Garzanti Universale. Garzanti, XVIII edizione, 1974) troncato nel primo di azzurro mantellato di argento - il secondo di argento calzato di azzurro (losanga gigantesca troncata di azzurro e di argento su troncato di argento e di azzurro) (citato in LEOM) (Immagine nella Raccolta stemmi Trippini (JPG).) |
|        | Corrias (Oristano) 2 leoni controrampanti di oro su azzurro cuore di rosso tra le anteriori (citato in LEOM) |
|        | Corridori (Milano) d'azzurro alla fascia di verde, cucita, ripiena di argento ed accompagnata in capo da un leone illeopardito sormontato da tre stelle (6) ordinate in fascia, il tutto d'oro; ed in punta da due terze d'argento in banda, riempite a destra di rosso, a sinistra d'oro (citato in (4) – Vol. II pag. 548) |
|        | Corritori (Firenze) D'azzurro, alla banda d'oro (citato in (13)) (DE) In Blau 1 goldener Schrägbalken (citato in (28)) |

### Cors
| Stemma | Casato e blasonatura |
| ------ | --- |
|        | Corsali (Firenze) D'azzurro, al monte di sei cime d'oro, e alla banda attraversante del campo, bordata d'oro, caricata di una freccia d'argento alias D'azzurro, al monte di sei cime d'oro, e alla banda dello stesso, bordata d'argento, caricata di un uccello posato di nero (citato in (13)) |
|        | Corsali (Toscana) (DE) n Silber 1 schwebender blauer Sechsberg, überdeckt von 1 1 schräggelegten schwarzen Speer einschließenden erniedrigten roten Zwillingsschrägbalken und oben begleitet von 1 vierlätzigen roten Turnierkragen (citato in (28)) |
|        | Corsali (Toscana) (DE) In Blau 1 schwebender goldener Sechsberg, überdeckt von 1 1 schräggelegten schwarzen Speer einschließenden erniedrigten roten Zwillingsschrägbalken und oben begleitet von 1 vierlätzigen roten Turnierkragen mit je 1 goldenen Lilie zwischen den Lätzen (citato in (28)) |
|        | Corsano ? (Fossano) Di rosso, a tre aquile d'oro, male ordinate (citato in (15)) |
|        | Corselli (Firenze) Trinciato d'argento e di nero, a due palle dell'uno nell'altro (citato in (13)) |
|        | Corselli Micheli (Firenze) D'azzurro, al monte di sei cime d'oro, cimato da una croce di rosso (citato in (13)) (DE) In Blau 1 rotes Kreuz und 1 schwebender goldener Sechsberg pfahlweise (citato in (28)) |
|        | Corsellini o Corselli (Firenze) Trinciato d'argento e di nero, a due palle dell'uno nell'altro (citato in (13)) (DE) In silber-schwarz schräggeteiltem Feld 2 Scheiben in verwechselten Tinkturen (citato in (28)) |
|        | Corsetti (Firenze) semitroncato partito: nel primo di rosso a due teste di moro al naturale affrontate e bendate di bianco; nel secondo bandato d'oro e d'argento; nel terzo d'azzurro al cane levriere rampante d'argento, collarinato e incatenato d'oro e fissante una stella d'otto raggi dello stesso posta nel cantone destro superiore (citato in (4) – Vol. II pag. 548) |
|        | Corsetti (Arezzo) D'azzurro, all'albero mozzo e sradicato al naturale (citato in (13)) |
|        | Corsetti (Firenze) Partito: nel 1º troncato: a/ di rosso, a due teste di moro affrontate al naturale, attortigliate d'argento, b/ d'argento, a tre bande d'oro; nel 2º d'azzurro, al cane rampante d'argento, collarinato e guinzagliato d'oro, sormontato da una stella a sei punte dello stesso (citato in (13)) |
|        | Corsetti (Gargnano) bandato di rosso in campo bianco a sette pezzi, al leone rampante rivolto a sinistra, linguato di rosso (citato in Piovanelli) |
|        | Corsetto (Sicilia) Titolo: conte di Villalta; duca d'azzurro, a tre cuori d'oro, posti 2, 1, sormontati da un giglio d'argento (citato in Mango e in (26)) Corona di conte Notizie storiche in Famiglie nobili di Sicilia. |
|        | Corsi (Savona, Torino) di rosso al castello di oro, merlato e turrito di due pezzi (citato in (4) – Vol. II pag. 548) |
|        | Corsi (Torino) Titoli: Conte di Bosnasco troncato di oro e di rosso, al leone coronato, dell'uno nell'altro, tenente un ramo di palma, di verde; colla banda d'argento, in divisa, attraversante (citato in (4) – Vol. II pag. 549 e vol. III pag. 634 e in (15)) |
|        | Corsi (Nizza Monferrato) Conte di Viano Troncato d'oro e di rosso, al leone coronato, dell'uno nell'altro (citato in (15)) |
|        | Corsi (Napoli) Titolo: barone di Turri, nobile col predicato di Turri e Moggio di azzurro al leone di oro attraversato da una sbarra di rosso caricata da tre stelle di oro, e fissante un sole radioso del medesimo posto nel canton destro del capo (citato in (4) – Vol. II pag. 549 e in (16)) |
|        | Corsi (Anghiari) d'azzurro al cane d'argento seduto sulla campagna erbosa al naturale, collarinato di rosso ed incatenato verso destra, con la testa rivolta fissante una stella di 8 raggi d'oro posta nel cantone sinistro del capo (citato in (4) – Vol. II pag. 550) |
|        | Corsi (Modena) D'azzurro, al monte di tre cime all'italiana d'argento, sostenuto da uno scaglione ribassato d'oro, sormontato da una cometa d'oro accompagnata ai lati da due stelle di otto raggi dello stesso (citato in (37)) |
|        | Corsi (Firenze) troncato di verde e di rosso, al leone dell'uno all'altro, con la banda d'argento attraversante (citato in (6) – pag. 46 e in DAlena) (DE) In grün-rot geteiltem Feld 1 Löwe in verwechselten Tinkturen, überdeckt von 1 silbernen Schrägbalken (citato in (28)) |
|        | Corsi (Firenze) Trinciato di verde e di rosso, al leone dell'uno all'altro, e alla banda attraversante d'argento (citato in (13)) |
|        | Corsi (Firenze) banda di oro su - leone rampante trinciato di rosso e di verde su trinciato di verde e di rosso (citato in LEOM) |
|        | Corsi (Firenze) troncato di verde e di rosso, al leone dell'uno all'altro, e alla sbarra attraversante d'argento (Immagine nella Raccolta stemmi Trippini (JPG).) Motto: Lento passu |
|        | Corsi (Firenze) Troncato: nel 1º d'azzurro, alla stella a otto punte d'oro; nel 2º d'oro, a due ruote d'azzurro; con la fascia diminuita di rosso, passata sulla troncatura (citato in (13)) |
|        | Corsi (Firenze) D'azzurro, alla banda ondata d'argento (citato in (13)) |
|        | Corsi (Modigliana) D'oro, a due fortezze al naturale, terrazzate dello stesso, ordinate l'una sull'altra, quella in punta sinistrata da un cane rampante al naturale, lampassato e collarinato di rosso (citato in (13)) |
|        | Corsi (Pisa) Inquartato: nel 1º d'oro, all'albero sradicato al naturale, sinistrato da un leone di nero; nel 2º d'azzurro, alla testa umana d'argento, posta in mezzo a tre stelle a otto punte d'oro; nel 3º d'azzurro pieno; nel 4º d'oro pieno; al monte di tre cime di verde attraversante fra il 3º e il 4º alias Interzato in pergola rovesciata: nel 1º d'oro, all'albero sradicato al naturale, sinistrato da un leone di nero; nel 2º alla testa umana riguardante d'argento, posta in mezzo a tre stelle a otto punte d'oro; nel 3º di..., al monte di tre cime di verde; con il capo di Santo Stefano (citato in (13))                                                               |
|        | Corsi (Pistoia) Trinciato d'argento e d'azzurro, al leone leopardito di rosso nel primo, sostenuto dalla partizione alias D'azzurro, a due branche di leone decussate d'oro (citato in (13)) |
|        | Corsi (Sansepolcro, Arezzo) Di cielo, al cane d'argento sedente sul terreno al naturale, collarinato di rosso e incatenato al naturale da destra, retroguardante una stella a otto punte d'oro, posta nel cantone sinistro del capo (citato in (13)) |
|        | Corsi (Valdigne) Titolo: consignori di La Salle Di rosso, calzato d'oro (citato in (15)) |
|        | Corsi (Portoferraio) 2 fortezze merlate alla guelfa su ristretti di verde su oro - cane rampante testa rivolta di argento maculato di nero poggiato sulla fortezza inferiore su oro (citato in LEOM) |
|        | Corsi (Portoferraio) 3 martelli di viola manicati di nero nel senso della banda su banda di argento su rosso - 2 cani levrieri uno in capo uno in punta contropassanti alla tedesca al naturale collarinati di oro su rosso (citato in LEOM) |
|        | Corsi o Corsi di Bartolo o Passerini (Toscana) (DE) In Blau 1 erniedrigter silberner Sparren, belegt mit 3 roten Rosen (citato in (28)) |
|        | Corsi del Lion Bianco (Firenze) D'oro, al cane rampante d'argento, collarinato di rosso, sostenuto sul terreno al naturale e accompagnato da un sole di rosso orizzontale a destra (citato in (13)) |
|        | Corsi di Ser Bartolo (Firenze) D'argento, al leone d'oro e alla banda attraversante di rosso; con il capo d'Angiò alias D'argento, al leone d'oro e alla banda attraversante d'azzurro; con il capo d'Angiòxx alias D'argento, al leone di rosso e alla banda attraversante di rosso; con il capo d'Angiò alias D'argento, al leone di rosso e alla banda attraversante d'azzurro; con il capo d'Angiòxx alias D'azzurro, allo scaglione d'argento, caricato di tre rose di rosso (citato in (13)) |
|        | Corsi Puccini (Firenze) Di rosso, al castello turrito di un pezzo d'argento alias Inquartato: nel 1º e 4º trinciato d'azzurro e di rosso, al leone dell'uno all'altro, e alla banda attraversante d'argento; nel 2º e 3º di rosso, al castello turrito di un pezzo d'argento (citato in (13)) |
|        | Corsi Puccini (Firenze) banda di argento su leone rampante trinciato di rosso e di azzurro su trinciato di azzurro e di rosso - torre (2palchi) merlata di 3 pezzi alla guelfa di argento su rosso (citato in LEOM) |
|        | Corsini (Firenze, Pistoia) bandato d'argento e di rosso alla fascia d'azzurro attraversante (citato in (2) - pag. 62 e pag. 343, in (4) - Vol. II pag. 550 e Vol. II pag. 554 (alla fascia in divisa d'azzurro) in (5) - pag. 110, in (6) - pag. 46 e in DAlena) |
|        | Corsini bandato d'argento e di rosso alla fascia in divisa d'azzurro attraversante, caricata di tre fiordalisi di Francia (citato in (4) – Vol. II pag. 551) |
|        | Corsini bandato d'argento e di rosso alla fascia in divisa d'azzurro attraversante, al capo d'azzurro caricato dello stemma di Gerusalemme posto in mezzo a due fiordalisi di Francia (citato in (4) – Vol. II pag. 552) |
|        | Corsini (Firenze, Pistoia, Pescia) Bandato di sei pezzi d'argento e di rosso, alla fascia attraversante d'azzurro alias Bandato di sei pezzi d'argento e di rosso, alla fascia attraversante d'azzurro, la fascia caricata di tre gigli d'oro, 2.1 alias D'argento, a tre bande di rosso, e alla fascia attraversante d'azzurro alias Di..., a tre tortelli d'argento, 2.1, caricati di tre bande di rosso e della fascia attraversante d'azzurro (citato in (13)) |
|        | Corsini (Firenze) Bandato di otto pezzi di rosso e d'argento, alla fascia attraversante d'azzurro (Immagine nella Raccolta stemmi Trippini (JPG).) |
|        | Corsini (Firenze) fascia di azzurro su bandato di argento e di rosso - quartier franco di Savoja in alto a sinistra (citato in LEOM) |
|        | Corsini (Pescia) D'azzurro, al cipresso di verde, nodrito su un monte di sei cime d'oro, e sinistrato da un cane al naturale, rampante al monte stesso (citato in (13)) |
|        | Corsini (Pisa) D'oro, a tre bande d'azzurro, e alla fascia attraversante di rosso, caricata di tre stelle a sei punte del campo (citato in (13)) |
|        | Corsini (Pistoia) Di rosso, a tre bande d'argento, e alla fascia attraversante d'azzurro alias Bandato di sei pezzi d'argento e di rosso, alla fascia attraversante d'azzurro (citato in (13)) |
|        | Corsini (Pistoia) D'oro, seminato di palle (o tortelli) d'azzurro, al capo d'oro pieno (citato in (13)) |
|        | Corsini (Toscana) (DE) In Silber 3 rote Schrägbalken, überdeckt von 1 silbernen Balken (citato in (28)) |
|        | Corsini (Toscana) (DE) In Silber 3 rote Schrägbalken, überdeckt von 1 mit 3 silbernen Lilien belegten blauen Balken (citato in (28)) |
|        | Corsini (Toscana) (DE) In Silber 3 rote Schrägbalken, überdeckt von 1 blauen Balken (citato in (28)) |
|        | Corsini (Roma) d'argento, a tre bande di rosso, alla fascia d'azzurro attraversante (Immagine nell' Archivio Storico Capitolino (PDF).) |
|        | Corsini (Toscana) (DE) In 5mal blau-rot schräggeteiltem Feld 1 silberner Balken, belegt mit 1 waagerecht gelegten goldenen Pflanzenstengel (citato in (28)) |
|        | Corsini (Toscana) (DE) In Blau 1 schwebender goldener Sechsberg, von links bestiegen von 1 silbernen Löwen und oben besetzt mit 1 naturfarbenen Zypresse (citato in (28)) |
|        | Corsini Borghini (Pisa) Troncato: nel 1º di rosso, alla croce di Pisa d'argento; nel 2º bandato di sei pezzi di rosso e d'oro; e alla fascia d'oro passata sulla troncatura e caricata di tre rose di rosso alias Troncato: nel 1º di rosso, alla croce di Pisa d'argento; nel 2º d'argento, a tre sbarre di rosso; e alla fascia diminuita d'argento, passata sulla troncatura, caricata di tre palle di rosso alias Bandato di sei pezzi di rosso e d'oro, con il capo di Pisa sostenuto da una divisa d'oro caricata di tre rose di rosso alias Trinciato d'azzurro e d'oro, alla stella a otto punte del secondo nel primo, e alla banda di rosso passata sulla partizione (citato in (13)) |
|        | Corsino D'oro, al cavallo corrente, di rosso, con il capo d'azzurro, carico di una stella (8), (d'oro?) (citato in (15)) |
|        | Corso (Palermo, Paceco) Titolo: ascritta al patriziato cittadino di Palermo, famiglia notabile; barone della Gisira d'azzurro al cane corso rampante di grigio (citato in (16) e in Mango) alias campo d'azzurro, con un cane corso rampante d'argento (citato in (26)) Corona di barone Notizie storiche in Famiglie nobili di Sicilia. |
|        | Corso (Messina) di rosso, al braccio destro armato d'oro, vestito di verde, impugnante un fascio di dardi, e due rose stelate, il tutto d'argento, accompagnato da due rose del medesimo, ordinate nella punta (citato in Mango) |
|        | Corsoni (Pistoia) D'argento, alla fontana al naturale, fondata sul terreno dello stesso, e sostenente due uccelli posati e affrontati di nero, in atto di bere l'acqua del bacino (citato in (13)) |

### Cort
| Stemma | Casato e blasonatura |
| ------ | --- |
|        | Cortassa o Cortazza (Carmagnola) Sbarrato di rosso e d'argento, con il capo di nero, carico di un cuore, di rosso (citato in (15)) |
|        | Corte (Torino) Titolo: Conte di Montanaro interzato in fascia: al 1º di oro all'aquila di nero; al 2º d'azzurro ad un m uro d'argento, mattonato di nero, merlato alla ghibellina; al 3º d'argento a tre bande di rosso Cimiero: una mano di carnagione che impugna una spada d'argento, posta in sbarra Moto: Virtute et vi (citato in (4) – Vol. II pag. 554) |
|        | Corte (Cagliari, Milano) troncato; al 1º d'oro all'aquila di nero, col volo abbassato, coronata del campo; al 2º palato d'argento e di rosso, colla fascia in divisa, di verde, attraversante sulla troncatura (citato in (4) – Vol. II pag. 555) |
|        | Corte (Cagliari, Sardegna) troncato; al 1º d'oro all'aquila di nero, col volo abbassato, coronata del campo; al 2º d'argento, a tre pali di rosso, colla fascia in divisa, di verde, attraversante sulla troncatura Motto: Fortitudo et fidelitas (citato in (10) e in DAlena) |
|        | Corte (Dogliani) Titolo: conti di Bonvicino Palato d'oro e d'azzurro, con il capo d'oro, carico di un'aquila, di nero alias D'azzurro, a tre pali d'oro, con il capo d'argento carico di un'aquila, di nero (citato in (15)) |
|        | Corte (Milano) 3 pali di oro su azzurro - aquila di nero su argento in capo (citato in LEOM) |
|        | Corte e Corte Cavagnetto (Torino) Titolo: conti di Montonaro (Montanaro) Interzato in fascia, al 1º d'oro all'aquila di nero, al 2º d'azzurro, al muro d'argento, mattonato di nero, merlato alla ghibellina, al 3º d'argento, a tre bande di rosso Motto: Virtute et vi (citato in (15)) |
|        | Corte (Mondovì) Titolo: consignori di Niella Tanaro Di rosso, alla banda d'azzurro, bordata d'oro (citato in (15)) |
|        | Cortella (Biella) Palato d'argento e di rosso, con il capo d'azzurro, carico di un cigno d'argento, beccato e collarinato di rosso, tenente nel becco un anello d'oro alias D'argento, a tre pali rosso, con il capo d'oro, carico di un cigno d'argento, beccato e collarinato di rosso, tenente nel becco un anello d'oro alias Palato d'argento e di rosso, con il capo d'oro, carico di un cigno (nel testo anatra) d'argento, membrato di rosso Motto: Gaudet in fato (citato in (15)) |
|        | Cortellini (Cesena) (la blasonatura non è stata ancora caricata) (citato in BLCW) Immagine in Blasone Cesenate. |
|        | Cortes o Cortese o Curtisi (Sicilia) d'azzurro, a due colonne d'argento, ordinate in fascia (citato in Mango) |
|        | Cortese (Quarto S. Elena) d'azzurro colla fascia ondata d'oro, accompagnata in capo da una colomba d'argento, tenente nel becco un ramoscello di olivo; sotto un monte di tre cime di verde (citato in (4) – Vol. II pag. 555 e in DAlena) |
|        | Cortese poi Stura (Monferrato) Titolo: consignori di Calamandrana, Canelli, Castagnole, Mugarone, Scalenghe D'oro, alla fascia di rosso, accompagnata in capo da tre gigli d'azzurro, in punta da una croce trifogliata, di nero (citato in (15)) |
|        | Cortese D'argento, allo scaglione, accompagnato da tre galli, il tutto di rosso, con il capo d'azzurro, carico di tre mezzelune crescenti, d'oro (citato in (15)) |
|        | Cortese (Napoletano) (la blasonatura non è stata ancora caricata) (citato in (19)) |
|        | Corteselli (Firenze) Di..., alla banda diminuita di..., accostata da due leoni leoparditi di... (citato in (13)) |
|        | Cortesi (Firenze, Prato) Bandato di sei pezzi d'argento e di nero, con il capo di rosso caricato di un leone nascente d'oro (citato in (13)) |
|        | Cortesi (Firenze, Prato) Fasciato di sei pezzi d'oro e di rosso (citato in (13)) |
|        | Cortesi (Toscana) (DE) In Gold 3 rote Balken (citato in (28)) |
|        | Cortesi (Firenze) Di..., al drago di..., con il capo cucito d'Angiò (citato in (13)) |
|        | Cortesi (Pistoia) Inquartato d'argento e di rosso (citato in (13)) |
|        | Cortesi (Prato) Di..., all'albero di..., nodrito sul terreno al naturale, e al drago di... attraversante al tronco e guinzagliato di... al tronco stesso (citato in (13)) |
|        | Cortesi (Cremona) Leone leopardito (citato in DAlena) |
|        | Cortesi (Cremona) spaccato; nel primo d'azzurro al leone illeopardito d'oro; nel secondo di verde (citato in BLCR) Immagine in Blasonario Cremonese (archiviato dall'url originale il 1º giugno 2017). |
|        | Cortesi (Montefalco) (d'azzurro, al crescente montante d'argento, sormontata da due stelle a sei raggi d'oro, sormontate a loro volta da una stella cometa dello stesso ondeggiante in palo) (citato in (27)) |
|        | Cortesi di Modena (Cesena) (la blasonatura non è stata ancora caricata) (citato in BLCW) Immagine in Blasone Cesenate. |
|        | Cortesi di Rimini (Cesena) (la blasonatura non è stata ancora caricata) (citato in BLCW) Immagine in Blasone Cesenate. |
|        | Cortesini (Pontremoli) D'azzurro, alla mano destra appalmata di carnagione, vestita di rosso, accompagnata da tre stelle a sei punte d'oro ordinate in capo (citato in (13)) |
|        | Cortesini (Pontremoli) mano destra appalmata di carnagione con polsino di argento e di rosso su azzurro - 3 stelle (6 raggi) di oro in alto su azzurro poste 1,2 (citato in LEOM) |
|        | Corti (Casteggio, Taino (Varese), Milano) palato d'oro e di verde, al capo d'oro caricato d'un'aquila di nero, coronata dello stesso (citato in (4) – Vol. II pag. 555) |
|        | Corti (Pavia) Titolo: marchesi di Santo Stefano Belbo; consignori di Castiglione Tinella (conti per Guasco di Bisio), Pecetto di Valenza, Terruggia Palato di verde e d'oro, con il capo d'oro, carico di un'aquila di nero Motto: Opus est - Iustum et honestum (citato in (15)) |
|        | Corti (Siena) Troncato d'argento e d'azzurro, alla fiamma attraversante di rosso (citato in (13)) |
|        | Corti (Venezia, Vienna) aquila di nero coronata di oro su oro - palato di verde e di oro (citato in LEOM) |
|        | Corticelli (Cento) Gallo (citato in DAlena) |
|        | Cortigiani (Firenze) D'oro, al leone di nero seminato di crescenti e di crocette del campo alias D'oro, al leone di nero caricato dello scudetto del Popolo fiorentino alias D'oro, al leone di nero appoggiato a un pastorale posto in palo d'oro, e caricato dello scudetto del Popolo fiorentino (citato in (13)) |
|        | Cortina (Cuorgnè) Titolo: Conti di Bairo, Castellamonte, Eza, Malgrà; consignori di Pont Canavese, Romano D'oro, al leone di rosso alias Inquartato, di Cortina e di Castellamonte Motto: Purpurata nam stirpe creatus ardeo (citato in (15)) |
|        | Cortina da Favria (Torino, Roma) Titolo: nobili D'oro, al leone di rosso, mirante una stella dello stesso, posta nel cantone destro del capo (citato in (15)) |
|        | Cortini o Cortino (Casale Monferrato o Trino) D'argento, all'albero sostenuto da un terreno erboso, il tutto al naturale (citato in (15)) |
|        | Cortinovis (Val Brembana) Di rosso a quattro sbarre d'oro, colla fascia alzata d'azzurro, sostenente un capo d'oro, all'aquila di nero. Sul tutto una torre d'argento, i cui merli alla guelfa attraversano la metà della fascia, con una scala d'argento in sbarra, movente dalla punta dello scudo e poggiata sui merli della torre (citato in Stemmi della Val Brembana (archiviato dall'url originale il 6 gennaio 2013).)                                                              |
|        | Cortinuovi (Volterra) D'azzurro, alla fascia d'oro accompagnata da tre funghi al naturale, 2.1 alias D'azzurro, alla fascia d'oro accompagnata da tre funghi al naturale, 2.1; con il capo di Santo Stefano (citato in (13)) |
|        | Cortivi (Padova) aquila di nero sull'oro del troncato di oro e di azzurro - leone rampante di oro marinato di rosso sull'azzurro (citato in LEOM) |
|        | Cortona (già Petraccoli) (Cortona, Alessandria) d'azzurro, alla tigre al naturale nascente dalla fascia, impugnante un giglio e accompagnata in punta da 3 stelle 2, 1 il tutto d'oro (citato in (2) – pag. 544 e in DAlena) |

### Corv
| Stemma | Casato e blasonatura |
| ------ | --- |
|        | Corvaja (Enna) Titolo: nobili d'azzurro al gonfalone in palo di rosso, carico di una cornacchia al naturale, sormontata da tre stelle d'oro (citato in (16)) stendardo di rosso in palo su azzurro caricato da una cornacchia (uccello) al naturale e da 3 stelle (5 raggi) di oro poste 1,2 (citato in LEOM) alias d'argento allo stendardo di rosso, posto in banda (citato in (16)) stendardo in banda di rosso asta di nero su argento (citato in LEOM) |
|        | Corvaia o Corvaja (Sicilia) d'argento, allo stendardo di rosso, astato di nero, posto in banda (citato in Mango) alias (d'azzurro, alla fascia sostenente due leoni controrampanti tenenti una corona all'antica, il tutto d'oro (citato in Mango) d'azzurro, con una fascia accompagnata in capo da due lioncini tenenti con le zampe una corona all'antica, il tutto d'oro (citato in (26)) Notizie storiche in Famiglie nobili di Sicilia. |
|        | Corvesi o Corvesy o Corvesi Lascaris (Saorgio) Titolo: conti di Gorbio D'azzurro, al palmizio d'oro, sostenente un corvo al naturale, sormontato da una stella d'oro (citato in (15)) |
|        | Corvesio o Corvesi (Cuneo, Sospello, Lagnasco, Boves) Titolo: nobile D'oro, con il ramoscello d'olivo sostenente un corvo, al naturale (citato in (15) e in (22)) d'oro con un corvo di nero posato sopra un ramo di olivo (citato in (22)) |
|        | Corvetto (Roma) scaccato di rosso e di oro - quartier franco in alto a sinistra di argento (citato in LEOM) |
|        | Corvi di azzurro al corvo di nero fermo sulla troncatura e rivolto (citato in (4) - pag. 985) |
|        | Corvi o Corvo o Corvis (Sulmona) Titolo: Barone di Fontecchio, nobili di Sulmona di oro al corvo di nero fermo sulla maggiore delle tre vette di un monte di verde movente dalla punta (citato in (4) – Vol. II pag. 556 e in (16)) alias d'oro al corvo nero fermo sulla maggiore delle tre vette di verde sormontato da un giglio di rosso (citato in (16)) corvo di nero su monte a 3 cime di verde uscente dalla punta su oro - giglio di rosso in alto su oro (citato in LEOM) corvo negro in campo d'oro (citato in "Discorsi delle famiglie nobili del Regno di Napoli del signor Carlo De Lellis", vol. 3) partito con le armi Corvi e Zazzera (citato in "Nobili Napoletani - Corvi") Cimiero: drago uscente (d'Aragona, forse dell'Ordine del Drago) Motto: Post tenebras spero lucem Motto: Non Confundar In Aeternum; In te, Domine, Speravi |
|        | Corvi-Zazzera (Sulmona, AQ) « [...] spento il nome antico de Zorzi volleno della Zazzera far chiamarsi, anzi dopo la beata morte di quello, nelle loro insegne, per eterna memoria, sopra a tre sbarre d'oro in campo azzurro divise, ferono il Zazzeruto capo, e coronato del Beato lor Doge. mirante il Cielo, in quella guisa, che morendo era da celeste raggio percosso, com fin'oggi da descendenti di questa linea osservar si vede, percioché essendovi eziandio de gli altri, ne miga curandosi di simile occasione, con l'antico nome de Zorzi fino ad ora sono vissuti, e vivono nobilmente clarissimi in quella Città.» (descrizione di Lattanzio Bianco, Discorso del dottor Lattanzio Bianco Napol. academico destillatore detto l'Acuto. Intorno al Teatro della nobiltà d'Italia, del dott. Flaminio De Rossi, oue particolarmente dell'origini, e nobiltà di Napoli, di Roma, e di Vinezia si ragiona, 1607, pp. 128, 129) «dal 1606: partito, nel 1° d’oro al corvo di nero fermo sulla più alta delle tre vette di un monte di verde all’italiana movente dalla punta, accompagnato in capo da un giglio di rosso, nel 2° troncato: a) d’azzurro al busto di sovrano coronato d’oro accompagnato in capo da tre stelle dello stesso; b) di verde a tre bande d’oro (Zazzara e d’Aragona)» (contenuto nello stemma partito Corvi-Zazzera (GIF).) |
|        | Corvi o Corvo (Bologna, Padova) D'argento al corvo posato di nero col capo d'azzurro a tre stelle d'oro alias d'oro al monte di tre cime di verde, sormontato da un corvo di nero, accompagnato in capo da un giglio di rosso Motto: Post tenebras spero lucem (citato in DAlena) |
|        | Corvi o Corvo (Napoletano) (la blasonatura non è stata ancora caricata) (citato in (19)) |
|        | Corvini (Roma) (la blasonatura non è stata ancora caricata) (citato in DAlena) |
|        | Corvino (Venezia) (la blasonatura non è stata ancora caricata) (citato in DAlena) |
|        | Corvino (Palermo, Mezzoiuso) Titolo: principe di Mezzoiuso, di Villanova, duca di Altavilla poi Villavaga; barone di San Pietro sopra Patti, Baida; signore della Terra di Mezzoiuso Trinciato il primo d'oro, il secondo d'azzurro al bue d'oro uscente dal mare d'argento (citato in (16)) trinciato: nel 1° d'oro pieno; nel 2° d'azzurro, al bue d'oro, uscente dal mare d'argento, fluttuoso di nero, movente dalla punta (citato in Mango e in (26)) bue di oro uscente dal mare di argento e di nero sull'azzurro del - trinciato di oro e di azzurro (citato in LEOM) d'oro, trinciato d'azzurro con un mezzo bue al naturale, nascente da un fiume d'argento (citato in (26)) Cimiero: un corvo di nero, tenente col becco un occhio al naturale Corona di principe Notizie storiche in Famiglie nobili di Sicilia. Ulteriori notizie storiche in Famiglie nobili di Sicilia. |
|        | Corvo o Corvi o Corvis (Cuneo, Villafranca Piemonte, Savigliano, Saluzzo) Titolo: consignore di Clavesana, marchese di Clavesana D'oro, al corvo di nero, beccato e membrato di rosso (citato in DAlena, in (15) e in (22)) alias D'oro, all'uccello acquatico di nero, membrato di rosso (citato in DAlena e in (15)) un corvo uccello acquatico membrato di rosso in campo d'oro (citato in (22)) Cimiero: un uomo armato che nella mano destra tiene una spada e nella sinistra un breve col motto / una serpe attorcigliata che fissa il sole d'oro Motto: Si fata sinant - In omni tempore - In Domino confido - Spes mea Deus - Fulget |
|        | Corvo (Molise) D'argento al corvo posato di nero, col capo d'azzurro a tre stelle d'oro alias d'oro al monte di tre cime di verde, sormontato da un corvo di nero (citato in DAlena) Motto: Post tenebras spero lucem |
|        | Corvolini (Bologna) (la blasonatura non è stata ancora caricata) (citato in DAlena) |

### Cos
| Stemma | Casato e blasonatura |
| ------ | --- |
|        | Cosati (Roma) d'oro alla fascia di nero accompagnata in capo e in punta da due lupi passanti, dello stesso, collarinati di rosso (citato in (4) – Vol. II pag. 556) |
|        | Cosatti (Siena) D'oro, alla fascia di nero accompagnata da due scoiattoli passanti dello stesso, 1.1 alias D'oro, alla fascia di nero accompagnata da tre scoiattoli passanti dello stesso, 1.2 (citato in (13)) |
|        | Cosazza (Venezia) (FR) D'or, à trois bandes de gueules, acc. au canton senestre du chef d'une croix recroisettée du même. (citato in JB Rietstap (archiviato dall'url originale il 17 giugno 2016).) |
|        | Coscia o Cossa o Salvacossa (Molise) Titolo: barone di Agropoli, Casano, Procida; conte di Troia, Bellante, Tagliacozza, Mirabello; duca di Sant'Agata dei Goti, Paduli; signore di Buonalbergo, Montechiodo, Grottaminarda, Montecalvo, San Marcellino d'Aversa, San Giorgio La Molara, Vairano Troncato: nel 1° di rosso alla coscia d'oro; nel 2° d'argento a tre bande di verde; lo scudo bordato di una filiera spinata d'oro (citato in DAlena) spaccato con bordo dentato d'oro; nel 1° di rosso alla coscia d'oro, nel secondo d'argento a tre bande di verde (citato in (19)) alias spaccato con bordo dentato d'oro; nel 1° di rosso alla coscia d'oro, nel 2° d'argento bandato d'argento e di rosso (citato in (19)) Notizie storiche in Nobili napoletani. |
|        | Coscia (Abruzzo) D'oro alla coscia d'uomo con gamba e piede di carnagione posta in palo (citato in DAlena) |
|        | Coscia o Cossa (Casale ?) Troncato, al 1º di nero, alla gamba d'oro, recisa, al 2º bandato d'argento e di verde, con la bordura indentata d'oro (citato in (15)) |
|        | Coscia (Napoli, Torino) Titolo: duchi di Paduli troncato: il 1° di rosso alla coscia d'oro con la bordura dentata del medesimo; 2° argento con tre sbarre di verde alias troncato 1° di rosso alla gamba d'oro recisa a mezza coscia; 2° sbarrato d'argento e di verde, il tutto con la filiera dentata d'oro (citato in (16)) |
|        | Coscia (Napoli, Torino) gamba di oro su rosso - sbarrato di argento e di verde - bordura dentata di oro (citato in LEOM) |
|        | Coscia (Napoli, Torino) gamba di oro su rosso - bordura dentata di oro sulla prima troncatura - 3 sbarre di verde su argento (citato in LEOM) |
|        | Coscia (Napoletano) troncato: nel 1° di rosso alla gamba d'oro con la bordura dentata dello stesso; nel 2° d'argento a tre fasce di verde (citato in (33)) |
|        | Cosentino (Catania, Trapani) Titolo: baroni di Rondè di rosso, alla banda accompagnata in capo da tre stelle di sei raggi ordinate in banda, in punta da un cane passante sulla pianura, il tutto d'argento, il cane collarinato d'oro e tenente in bocca un ramoscello d'olivo, di verde (citato in (4) – Vol. II pag. 557, in (16), in Mango e in (26)) Notizie storiche in Famiglie nobili di Sicilia. |
|        | Cosentino (Cosenza) D'azzurro al monte all'italiana di 3 cime cucito di verde uscente dalla punta e sostenente un albero dello stesso sinistrato da un leone d'oro rampante al tronco (citato in DAlena e in BLCL) |
|        | Cosentino (Sorrento) Titolo: nobile dei marchesi di Aieta d'azzurro all'albero di verde sopra un monte di tre cime dello stesso, di un leone d'oro contro rampante al tronco (citato in (16)) leone rampante di oro contro un albero su 3 monti di verde al naturale uscenti dalla punta su azzurro (citato in LEOM) |
|        | Cosentino (Napoletano) (la blasonatura non è stata ancora caricata) (citato in (19)) |
|        | Cosentino (Tropea) di azzurro alla quercia verde con leone rampante di oro linguato di rosso (citato in BLCL) Immagine e notizie storiche in Tropea Magazine. |
|        | Cosentino (Tropea) Di rosso al leone rampante d'oro al centro e tre teste dello stesso al lato sinistro sempre d'oro caricato da una fascia d'oro a tre rose d'argento (citato in BLCL) Immagine e notizie storiche in Tropea Magazine. |
|        | Cosentino (Tropea) (LA) campum ceruleum viridem quercum Leonem argenteum lingua rubra (citato in BLCL) Immagine e notizie storiche in Tropea Magazine. |
|        | Cosenza (Pozzuoli) d'azzurro a una stella di oro sopra un mare in tempesta al naturale (citato in (4) – Vol. II pag. 557) |
|        | Cosenza o Crisenza o Cusenza (Sicilia) Titolo: barone di Billiemi d'azzurro, alla campana d'argento (citato in Mango) d'azzurro, con una campana battagliata d'argento (citato in (26)) Corona di barone Notizie storiche in Famiglie nobili di Sicilia. |
|        | Cosi (Firenze) D'azzurro, a tre crescenti volti in banda d'oro, 2.1 (citato in (13)) alias D'azzurro, a tre crescenti volti in banda d'argento, 2.1 (citato in (13)) alias D'azzurro, a tre crescenti montanti d'oro, 2.1 (citato in (13)) alias D'azzurro, a tre crescenti montanti d'argento, 2.1 (citato in (13)) alias Di rosso, a tre crescenti volti in banda d'oro, 2.1 (citato in (13)) alias Di rosso, a tre crescenti volti in banda d'argento, 2.1 (citato in (13)) alias Di rosso, a tre crescenti montanti d'oro, 2.1 (citato in (13)) alias Di rosso, a tre crescenti montanti d'argento, 2.1 (citato in (13)) (DE) In Rot 3 liegende silberne Halbmonde, 2:1 gestellt (citato in (28)) |
|        | Cosi (Firenze) Di..., alla banda scaccata di due file di... e di..., accompagnata da due stelle a otto punte di... (citato in (13)) |
|        | Cosi o Cosi del Vollia (Toscana) (DE) In Blau 3 abnehmende goldene Halbmonde, 2:1 gestellt (citato in (28)) |
|        | Cosi del Voglia (Pisa, Firenze) Troncato di rosso e d'argento, alla banda attraversante di nero alias Troncato di rosso e d'argento, alla banda attraversante d'azzurro alias Troncato: nel 1º ritroncato di rosso e d'argento, alla banda attraversante d'azzurro; nel 2º d'azzurro, a tre crescenti rivolti d'argento, 2.1 (citato in (13)) |
|        | Cosimi (Siena) D'oro, a due bande d'azzurro; con il capo di..., caricato di un crescente montante di... posto in mezzo a due stelle a sei punte di... (citato in (13)) |
|        | Cosini (Firenze) D'argento, alla punta di verde caricata di un leone sedente d'oro, e sostenente tre alberi di pino di verde, fruttiferi d'oro, quello centrale sostenuto da due leoni dello stesso (citato in (13)) |
|        | Cospi d'azzurro al pino d'Italia sradicato al naturale (citato in (4) – Vol. II pag. 557) |
|        | Cospi (Siena) D'azzurro, all'albero sradicato di verde alias D'azzurro, all'albero sradicato di verde; con il capo di Santo Stefano (citato in (13)) |
|        | Cospi (Sarteano) (la blasonatura non è stata ancora caricata) (citato in BNDD) Immagine ne L'araldica sarteanese nei secoli. |
|        | Cospi (Bologna) d'oro, alla banda d'azzurro, accompagnata in capo da un monte di tre cime di rosso (citato in (9) – pag. 269) |
|        | Cospi Billò (Siena) inquartato: nel 1º e 4º d'azzurro al pino d'Italia sradicato al naturale (Cospi); nel 2º e 3º d'azzurro alla banda d'oro accostata da sei gigli dello stesso, tre per parte in sbarra (Billò) (citato in (4) – Vol. II pag. 557) |
|        | Cospi Billò (Siena) (la blasonatura non è stata ancora caricata) (Immagine nella Raccolta stemmi Trippini (JPG).) |
|        | Cossa (Milano) troncato:al 1º di rosso ad una coscia umana al naturale; al 2º d'argento a tre sbarre di verde; lo scudo bordato d'argento alla filiera d'azzurro (citato in (4) – Vol. II pag. 557) |
|        | Cossa (Firenze) Troncato: nel 1º di rosso, alla gamba e coscia umana d'oro posta in fascia; nel 2º d'argento, a tre bande di verde (citato in (13)) |
|        | Cossaudi (Moncalieri) Titolo: consignori di Revigliasco D'azzurro, al liocorno d'argento passante, sormontato da una stella d'oro (citato in (15)) |
|        | Cossé e De Cossé de Brissac (Francia) Titolo: signori di Stupinigi Di nero a tre foglie di sega poste in fascia d'oro (citato in DAlena) Di nero, a tre fasce d'oro, indentate di sotto Motto: Aequabo si faveas (citato in (15)) |
|        | Cossio (Civita Castellana, Udine, Treppo Grande, Gonars) Titoli: Nobile, Conte di Codroipo inquartato: al 1º e 4º d'argento al liocorno di rosso; al 2º fasciato di rosso e d'argento di 4 pezzi; al 3º di rosso al decusse di argento (citato in (4) – Vol. II pag. 558) |
|        | Cosso o Cossa (Sicilia) trinciato di verde e di rosso, alla banda d'argento, attraversante sul tutto (citato in Mango) |
|        | Cossu (Cagliari, Catania) Trinciato di verde e di rosso da una banda d'argento (citato in DAlena) banda di argento su trinciato di verde e di rosso (citato in LEOM) |
|        | Costa (Macerata) d'azzurro all'avambraccio destro di carnagione ristretto, posto in palo vestito e rimboccato di rosso tenente una costa di argento, posta in fascia (citato in (4) – Vol. II pag. 558) |
|        | Costa (Piacenza) Titolo: Nobile d'azzurro al destrocherio armato d'oro impugnante una costola umana d'argento accostato da due stelle d'otto raggi del secondo poste in palo, col capo dell'impero Cimiero:un destrocherio d'oro tenente una costola umana d'argento fra due corna da torneo d'argento Motto: Constanter (citato in (4) – Vol. II pag. 559) |
|        | Costa (Napoli) Titolo: Marchese di Arielli, conte Palatino d'azzurro al braccio umano di carnagione tenente in mano una costola al naturale posta in sbarra, sormontata da una stella d'oro; col capo d'oro, carico d'un'aquila di nero, bicipite, coronata del campo (citato in (4) – Vol. II pag. 559 e in (16)) |
|        | Costa (Torino, Trinità, Chieri, Polonghera) Titolo: marchese di Balestrino, Montafia; conte di Arignano, Bene Vagienna, Carrù, Polonghera, Rivalba, Trinità, Villastellone; signore di Altezzano, Arnasco, Carrà, Fortepasso, Lombriasco, Malpertusio, Montjovet, Motturone, Narzole, Pralormo, S. Secondo, Val di Cosso, Villanovetta; consignore di Borgaro, Burio, Candia, Castelletto e Saleggio con Val d'Ussone, Cavallerleone, Chieri, Montaldo, S.ta Giulia, Torre Valgorera d'azzurro, a cinque bande d'oro (citato in (4) – Vol. II pag. 560, in (15) e in (22)) Cimiero: leone nascente, al naturale, in maestà, diademato ed alato d'oro, tenente colla branda destra una spada, colla sinistra una bilancia, il tutto d'oro Sostegni: due leoni al naturale, affrontati e rimiranti Motto: De jour en jour |
|        | Costa Titolo: conti di Arignano Palato d'oro e di rosso (citato in (15)) |
|        | Costa (Sardegna) Titoli: Nobile d'azzurro al leone coronato d'argento, alla banda su tutto di rosso Motto: Fides (citato in (10) |
|        | Costa trinciato di rosso e d'oro col capo d'azzurro carico dell'aquila di nero coronata d'oro e rivoltata (citato in (4) – Vol. III pag. 466) |
|        | Costa (Molise, Abruzzo) D'azzurro ad un braccio di carnagione, tenente una costola al naturale, sormontata da una stella a 6 raggi d'oro, col capo del medesimo all'aquila dell'Impero (citato in DAlena) |
|        | Costa (Barcellonetta) Titolo: consignori di San Paolo (?) Di rosso, a tre bande d'argento, con il capo d'oro, carico di un'aquila coronata, di nero (citato in (15)) |
|        | Costa (Torino, Gravellona) Titolo: nobili Trinciato di rosso e d'oro, con il capo d'azzurro, carico di un'aquila al naturale, coronata d'oro e rivoltata (citato in (15)) |
|        | Costa (Napoli) Titolo: nobili di rosso alla costa al naturale attorcigliata dal nastro carico del motto “Costa mihi cognomen odest” col capo d'oro carico dell'aquila di nero Motto: Magna parens refero costarum stemmata mundi (citato in (16)) |
|        | Costa (Napoli) costola umana al naturale in palo legata da nastro svolazzante di argento con il motto "COSTA MIHI COGNOMEN ADEST" in lettere maiuscole di nero su rosso - aquila di nero rivolta coronata di oro su oro in capo (citato in LEOM) |
|        | Costa e Costa della Torre (Vercelli, Torino) Titolo: conti D'azzurro, a tre costole umane, d'argento, poste in fascia, una sull'altra, sormontate da una mezzaluna dello stesso alias Troncato, al 1° d'azzurro, alla mezzaluna crescente, d'argento, al 2° d'oro, a cinque sbarre, di rosso Motto: Sublimis in ortu (citato in (15)) |
|        | Costa (Chioggia) (la blasonatura non è stata ancora caricata) (citato in Araldica gentilizia (archiviato dall'url originale il 24 settembre 2015).) |
|        | Costa (Sicilia) di rosso, a sei costole umane d'argento, poste in fascia, ordinate 2, 2 e 2 alias d'azzurro, al leone d'oro, la testa rivoltata, impugnante con le zampe anteriori una costola umana d'argento, accompagnato nel capo da tre stelle a sei raggi d'oro, ordinate in fascia (citato in Mango) alias d'azzurro, con un leone rivoltato (o con la testa rivoltata ?) d'oro, tenente colle zampe anteriori un uccello d'argento, sormontato da tre stelle d'oro allineate in fascia (citato in (26)) Notizie storiche in Famiglie nobili di Sicilia. |
|        | Costa (Ovada) Troncato-semitrinciato: nel 1° d'azzurro, all'aquila col volo abbassato rivoltata di nero, coronata d'oro; nel 2° di rosso; nel 3° d'oro (citato in (31)) |
|        | Costa (Ovada) Bandato di otto pezzi d'oro e di verde (citato in (31)) |
|        | Costa (Vigevano) trinciato di rosso e di oro - aquila al naturale rivolta coronata di oro su azzurro in capo (citato in LEOM) |
|        | Costa (Cesena) (la blasonatura non è stata ancora caricata) (citato in BLCW) Immagine in Blasone Cesenate. |
|        | Costa della Torre (Torino) Titolo: Conte d'azzurro, a tre coste umane, d'argento, poste in fascia, una sull'altro, sormontate da una mezzaluna dello stesso (citato in (4) – Vol. II pag. 562) |
|        | Costa-Giorgianni (Sicilia) di rosso, a sei costole umane d'argento, poste in fascia, ordinate 2, 2 e 2 alias d'azzurro, al leone d'oro, la testa rivoltata, impugnante con le zampe anteriori una costola umana d'argento, accompagnato nel capo da tre stelle a sei raggi d'oro, ordinate in fascia (citato in Mango) |
|        | Costa-Grimaldi (Sicilia) partito: nel 1° di rosso, a sei costole umane d'argento, poste in fascia, ordinate 2, 2 e 2 (che è di Costa); nel 2° fusato d'argento e di rosso (che è di Grimaldi) (citato in Mango) |
|        | Costa Raschieri (Torino) 5 bande di oro su azzurro (citato in LEOM) |
|        | Costa Reghini (Pontremoli, Firenze) Partito: nel 1º ripartito: a/ d'argento, a tre bande d'azzurro, b/ palato di rosso e d'oro; con il capo di Francia attraversante; nel 2º di cielo, al bue d'argento passante sul terreno di verde (citato in (13)) alias 3 bande di azzurro su argento - palato di rosso e di oro - 3 gigli di oro su azzurro in capo posti 2,1 - bue passante di argento su terrazzo di verde su azzurro (citato in LEOM) |
|        | Costa Reghini (Firenze, Vicenza, Parma) inquartato: nel 1º d'azzurro a due teste di cane d'argento tenenti nelle fauci u osso dello stesso in banda, fra i tre pendenti di un lambello dir rosso sormontato da un elmo aperto in maestà d'argento, coronato all'antica e con svolazzi; nel 2º e 3º troncato: a) d'azzurro a tre gigli d'oro male ordinati; b) d'oro, al leone dell'uno all'altro sulla troncatura;nel 4º partito:a) d'oro al pino sradicato di verde;b) d'argento a tre bande d'azzurro; sul tutto uno scudetto ovale, partito: nel 1º partito: a) d'argento a tre bande d'azzurro; b) palato di rosso e d'oro: sormontata la partizione d un capo d'azzurro caricato di tre gigli d'oro posti in fascia; nel 2º d'argento al bove passante al naturale sulla pianura erbosa; e in capo sul tutto uno scudetto sannitico d'oro a sei palle di rosso poste i cinta accompagnate in capo dalla tiara papale, accollata alle chiavi di S. Pietro, e cimato lo scudetto da corona di conte palatino (citato in (4) – Vol. II pag. 562) |
|        | Costabili (Ferrara) aquila di nero coronata di oro su oro - troncato di argento e di nero (citato in LEOM) |
|        | Costabili (Ferrara) troncato di argento e di nero (citato in LEOM) |
|        | Costabili (Ferrara) troncato di argento e di nero - aquila di nero coronata di oro su oro (citato in LEOM) |
|        | Costabili (Ferrara) aquila di nero coronata di oro su oro - troncato di argento e di nero tutto su scudetto su - specchio di oro accollato da serpente di argento su azzurro - tavolo di argento sormontato da compasso aperto di oro punte in alto su rosso - mazzo di papaveri di oro a ventaglio su rosso - 2 sbarre di argento su azzurro (citato in LEOM) |
|        | Costaforte (Fossano) Titolo: con ti di Sambuco D'oro, a tre scaglioni d'azzurro alias d'azzurro, a tre scaglioni d'oro alias scaglionato d'azzurro e d'oro alias D'oro, a tre scaglioni d'azzurro, con il capo di Savoia moderna Motto: Quia juvit utroque (citato in (15)) |
|        | Costaguti (Roma) d'azzurro a tre caprioli d'oro accompagnati in capo da tre stelle di otto raggi dello stesso disposte in fascia (citato in (4) – Vol. II pag. 563) |
|        | Costaguti (Cesena) (la blasonatura non è stata ancora caricata) (citato in BLCW) Immagine in Blasone Cesenate. |
|        | Costaguti (Roma) d'azzurro a tre caprioli d'oro accompagnati in capo da tre stelle di otto raggi dello stesso male ordinate (Immagine nell' Archivio Storico Capitolino (PDF) (archiviato dall'url originale il 5 marzo 2016).) |
|        | Costamagna (Benevagienna) D'azzurro, troncato da una fascia di rosso sulla partizione, al 1° alla stella (8), d'oro, al 2° alla sbarra, pure d'oro alias D'azzurro, troncato da una fascia sulla partizione, al 1° alla stella (8), al 2° alla sbarra, il tutto d'oro Motto: Quod vis esse velis - Splendore et fortitudine (citato in (15)) |
|        | Costanti (Siena) D'oro, al toro furioso di rosso (citato in (13)) |
|        | Costanti (Siena) braccio sinistro armato uscente da sinistra afferrante con la mano di carnagione una scimitarra al naturale su azzurro - stella (6 raggi) di oro in punta su azzurro (citato in LEOM) |
|        | Costantini (Fermo) d'azzurro, alla torre posta in croce, merlata alla guelfa, alla porta e finestre chiuse, il tutto al naturale, murata di nero, sormontata da una stella (6) d'oro (citato in (2) - pag. 556, in (4) - Vol. II pag. 563 (di azzurro alla torre, aperta di uno e finestrata di due, al naturale, accompagnata in capo da una stella (6) d'oro) e Vol. IX pag, 33 e in DAlena) |
|        | Costantini (Acquapendente) Titolo: nobili di Acquapendente troncato: nel 1º d'azzurro al cuore di rosso trafitto in sbarra da un pugnale d'argento guernito di oro accompagnato in capo da una cometa d'oro ondeggiante in palo, accostato da due stelle del medesimo; nel 2º d'argento a tre bande di rosso (citato in (4) – Vol. II pag. 563 e in (15)) |
|        | Costantini (San Severino) (la blasonatura non è stata ancora caricata) (citato in DAlena) |
|        | Costantini o Costantino (Palermo) Titolo: marchese d'azzurro, alla palma al naturale, addestrata da una stella ad otto raggi d'oro e sinistrata da un leone dello stesso, rampante (citato in (4) – Vol. II pag. 564, in (16), in Mango e in (26)) Notizie storiche in Famiglie nobili di Sicilia. |
|        | Costantini (Firenze, Parigi) 3 torri di oro merlate alla guelfa di 3 pezzi su 3 scogli su mare al naturale cimate da 3 banderuole di oro svolazzanti a sinistra su azzurro (citato in LEOM) |
|        | Costantini (Venezia) (FR) D'or, à la bande d'argent, ch. d'une couronne de gueules, posée en barre. (citato in JB Rietstap) (archiviato dall'url originale il 17 giugno 2016). |
|        | Costantino (Sicilia) d'azzurro, con un leone di oro rampante contro un pino al naturale, accompagnato da una stella di oro posta nel fianco destro dello scudo (citato in (26)) Notizie storiche in Famiglie nobili di Sicilia. |
|        | Costantini o Costantino (Palermo) d'azzurro, a quattro bande di oro (citato in (4) – Vol. II pag. 564, in (16), in Mango e in (26)) Notizie storiche in Famiglie nobili di Sicilia. |
|        | Costanzi (Asolo) D'azzurro alle sei costole d'argento, ordinate tre a tre; il capo separato da un filetto di rosso, d'azzurro al leone passante d'oro (citato in DAlena) |
|        | Costanzi (Alba, Pinerolo) Titolo: consignori di Montelupo D'oro, alla mezz'aquila di nero, accollata a un mezzo giglio di rosso (citato in (15)) |
|        | Costanzia di Costigliole (Torino) Titolo: Signore di Costigliole Di rosso, a dieci costole umane d'argento, ordinate in due pali, ciascuna posta in fascia (arma antica) (citato in (15)) alias partito: al 1º di rosso a dieci costole umane di oro, ordinate in due pali, ciascuna posta in fascia; al 2º d'oro, al leone di rosso, col capo d'azzurro carico di un nodo di Savoia d'oro Cimiero: drago coronato, d'oro Motto: Esto fidelis (citato in (4) – Vol. II pag. 564 e in (15)) |
|        | Costanzo (Abruzzo) D'azzurro a 6 costole d'argento poste 2, 2, 2, accompagnate nel capo da un leone passante d'oro D'azzurro a 6 costole umane d'argento poste 2, 2 e 2, al capo cucito d'azzurro, caricato d'un leone leopardito d'oro (citato in DAlena) |
|        | Costanzo (Sicilia) d'azzurro a sei costole umane d'argento poste in fascia ordinate 2, 2 e 2; al capo cucito d'azzurro, caricato da un leopardo d'oro alias di rosso a sei costole umane d'argento poste in fascia ordinate 2, 2 e 2; al capo cucito d'azzurro, caricato da un leopardo d'oro (citato in Mango) |
|        | Costanzo (Sicilia) di rosso, con sei coste d'argento, ordinate in fascia 3 e3; ed un leone d'oro broccante sul tutto (citato in (26)) Notizie storiche in Famiglie nobili di Sicilia. |
|        | Costanzo (Napoli) Titolo: duca di Paganica; marchese di San Martino, Corleto d'azzurro a sei coste d'argento 3 e 3 poste in fascia, abbassate sotto una riga rossa sormontata da un leone passante d'oro (citato in (19)) |
|        | Costarelli (Acireale) Titolo: barone di S. Lucia d'azzurro, al ponte d'oro di tre archi, con un fiume d'argento scorrente fra i medesimi e tre platani al naturale, nodriti sul ponte, quello di mezzo sostenuto da due leoncini coronati d'oro, affrontati, il tutto sotto un lambello di quattro gocce d'oro (citato in (4) – Vol. II pag. 565, in Mango e in (26)) Notizie storiche in Famiglie nobili di Sicilia. |
|        | Costa Sanseverino (Napoli) d'azzurro al braccio umano di carnagione tenente in mano una costola al naturale posta in sbarra, sormontata da una stella d'oro; col capo d'oro, carico d'un'aquila di nero, bicipite, coronata del campo (citato in (4) – Vol. II pag. 560) |
|        | Costerbosa troncato con la fascia scaccata d'argento e di nero sulla troncatura: a) d'oro all'aquila bicipiote nera, posata sulla fascia; b) d'azzurro a una costa erbosa di monte di verde uscente dall'angolo sinistro della punta (citato in (4) - Vol. IV pag. 23) |
|        | Costeri (Caselle) Di rosso, a una spina dorsale con quattordici costole, d'argento, con il capo d'oro, carico di tre gigli d'azzurro, ordinati in fascia Motto: Me duce tutus ibis (citato in (15)) |
|        | Cosulich (Gradisca) Titolo: Nobile di Ungheria con predicato di Pécine di rosso, al caprone rampante al naturale con le corna ed unghie d'oro Cimiero: il caprone dello scudo, nascente (citato in (4) – Vol. II pag. 565) |

### Cot
| Stemma | Casato e blasonatura |
| ------ | --- |
|        | Cotellino o Cattellina di rosso, al leone rampante d'oro, tenente nella mano destra un castello d'argento di tre torri (citato in (22)) |
|        | Cotennacci (Firenze) D'oro, al leone d'argento (citato in (13)) |
|        | Cotennacci (Pistoia) Di nero, alla fascia d'argento alias Di porpora, alla fascia d'argento (citato in (13)) |
|        | Cotennacci (Siena) Losangato d'argento e di rosso, al canton franco di..., caricato di un castello turrito di un pezzo di... (citato in (13)) |
|        | Cotignola (Molise) (la blasonatura non è stata ancora caricata) (citato in DAlena) |
|        | Cotis (Friuli) di verde, a tre corni da caccia d'oro posti in fascia l'uno sull'altro (citato in (2) – pag. 179 e in DAlena) |
|        | Cotronei (Napoli, Palmi) Titolo: nobili d'azzurro al palmizio al naturale, al terreno di verde, sostenuto da due leoni d'oro, accompagnato da tre stelle d'oro ordinate in fascia (citato in (16)) alias 2 leoni controrampanti di oro a un albero di palma al naturale su terrazzo di verde su azzurro - 3 stelle (6 raggi) di oro poste in fascia in alto su azzurro (citato in LEOM) |
|        | Cotta (Milanese) Titolo: consignori di Celle Monferrato D'oro all'aquila di nero, bicipite, coronata del campo nelle due teste, caricata in cuore con uno scudetto ovale di rosso (alias d'azzurro), sopracaricata di una cotta d'argento (citato in (15)) |
|        | Cotta o Cotto (Nizza) Titolo: conti di Lucerame Troncato, al 1° d'azzurro, a tre stelle d'oro ordinate in fascia, al 2° d'argento, al cuore di rosso, con la fascia di rosso sulla partizione alias Bandato d'oro e d'azzurro alias Bandato d'oro e di rosso (citato in (15)) |
|        | Cottalorda (Breglio) Titolo: marchesi di Briga D'argento, a tre coppe di rosso male ordinate, sormontate da una tavoletta d'azzurro, carica di una sbarra d'oro, con il capo d'azzurro, carico di un giglio d'oro alias D'argento, a tre coppe di rosso, sormontate da una fascia scorciata d'azzurro, carica di una banda d'oro, con il capo d'azzurro, carico di un giglio d'oro (citato in (15)) |
|        | Cotter o Cotteri ? (Nizzardo) D'argento, allo scaglione, accompagnato da tre serpenti attorcigliati, due in capo e uno in punta, il tutto d'azzurro (citato in (15)) |
|        | Cotti (Asti) Titolo: conti di Alice Belcolle, Brusasco, Cavagnolo, Ceres, Monteu da Po; signori di Scurzolengo; consignori di Frassinello Di rosso, al riccio di castagna d'oro, fogliato di verde, di due pezzi, con il capo d'oro, carico di un'aquila di nero e sostenuta di verde alias Di rosso, al ramo di castagno fogliato e fiorito d'oro, con il capo d'argento, carico di un'aquila coronate Motto: Meliora latent (citato in (15)) |
|        | Cotti (Nizza) Di rosso, a una corazza d'argento (citato in (15)) |
|        | Cottis (la blasonatura non è stata ancora caricata) (citato in DAlena) |
|        | Cottone (Messina, Palermo) Titolo: principe di Villarmosa, Casteldelnuovo; conte di Bavuso, Naso; barone di Trapani, Fiumefreddo, Sanbasile; signore di Santa Caterina d'azzurro al leone coronato d'oro tenente un ramo di cotone al naturale, fiorito d'argento (citato in (16) e in Mango) d'azzurro, con un leone coronato d'oro, tenente colle tre zampe un ramo di cotone dello stesso fiorito d'argento (citato in (26)) d'azzurro, al leone coronato d'oro tenente con tre zampe un ramo di cotone al naturale fiorito d'argento (citato in (26)) leone rampante coronato di oro afferrante con le 2 anteriori e la posteriore destra un ramo di cotone fruttato di argento su azzurro (citato in LEOM) Corona di principe Cimiero: un cavallo corrente di nero, inseguito da un cane d'argento Motto: Potentior Notizie storiche in Famiglie nobili di Sicilia. Ulteriori notizie storiche in Famiglie nobili di Sicilia. |
|        | Cottonero (Sicilia) d'oro, con una pianta di cotone verde fiorito d'argento (citato in (26)) Notizie storiche in Famiglie nobili di Sicilia. |
|        | Cottrau (Napoli) Titolo: baroni di rosso, al palo d'oro caricato di un 4 antico allungato di nero, sostenuto da un cuore rosso Motto: Labor hominem honorat (citato in (2) – pag. 220, in (4) - Vol. II pag. 566, in DAlena, in (16) e in (19)) |
|        | Cottù o Cotta (Palermo) Titolo: marchese di Roccaforte; barone di Nadore, Godrano di rosso alla fede di carnagione vestita d'argento, in punta un monte di tre cime dello stesso, carico di una biscia di nero ondeggiante, nel capo d'azzurro a tre stelle d'oro (citato in (16)) di rosso, alla fede al naturale, vestita d'argento, uscente dai fianchi dello scudo, posta al di sopra di un monte a tre cime dello stesso, con la biscia di nero attraversante, e il capo d'azzurro, a tre stelle ad otto raggi d'oro (citato in Mango) di rosso, con tre monti d'argento moventi dalla punta, caricati da un serpe attortigliato in fascia di nero; sormontati da una fede di carnagione, le braccia vestite d'argento: al capo cucito d'azzurro caricate da tre stelle d'oro di otto raggi (citato in (26)) fede vestita di argento uscente dai lati dello scudo su rosso - biscia rivolta di nero in fascia ondata su monte a 3 cime di argento uscente dalla punta su rosso - 3 stelle (8 raggi) di oro su azzurro in capo (citato in LEOM) Corona di marchese Notizie storiche in Famiglie nobili di Sicilia. |
|        | Cotugno (Abruzzo) (la blasonatura non è stata ancora caricata) (citato in DAlena) |

### Cou
| Stemma | Casato e blasonatura |
| ------ | --- |
|        | Couard (Trieste) Titolo: Cavaliere dell'I. A. col predicato di Grignon troncato: con una linea ondulata d'argento sulla troncatura; a) d'azzurro, alla torre mattonata d'argento, merlato di tre, finestrata di tre, con tre feritoie circolari alla base ed accostata a destra da un giglio di Francia, a sinistra da una stella (6), il tutto d'oro; b) il tutto d'oro; b) d'argento, al fiore di girasole al naturale Cimiero: due voli troncati d'oro e d'azzurro, fra quello di destra sorge una mano sinistra d'acciaio, fra quello di sinistra un tridente d'oro Motto: Non omnis moriar (citato in (4) – Vol. II pag. 566) |
|        | Courtenai (Francia) D'oro a 3 torte di rosso (citato in DAlena) |
|        | Courtrai (Francia) D'argento a 4 scaglioni di rosso (citato in DAlena) |

### Cov
| Stemma | Casato e blasonatura |
| ------ | --- |
|        | Cova (Torino) Titolo: Barone partito: il 1º d'azzurro al covone d'argento legato d'oro; il 2º di argento al grifone di rosso, tenente una picca al naturale; il tutto col capo di concessione, di rosso, carico di una croce dei SS. Maurizio e Lazzaro Cimiero: grifone di rosso, nascente, coronato d'oro, tenente il covone del campo (citato in (4) – Vol. II pag. 566) |
|        | Cova (Alessandria) D'argento, alla croce di rosso, accantonata da quattro tortore, al naturale (citato in (15)) |
|        | Cova (Vercelli) Titolo: baroni Partito, al 1° d'azzurro, al covone d'argento, legato d'oro, al 2° d'argento, al grifone rosso, tenente una picca al naturale, il tutto con il capo di concessione, di rosso, carico di una croce dei SS. Maurizio e Lazzaro alias Partito, al 1° d'azzurro, al covone d'argento, legato d'oro, al 2° d'argento, al grifone di rosso, tenente una picca, al naturale, il tutto con il capo di rosso alla stella d'oro raggiante d'argento (citato in (15))                                                     |
|        | Covari (Siena) Partito: nel 1º d'oro, a tre bande doppiomerlate di nero; nel 2º di rosso, a due fasce d'argento, e al capo dello stesso (citato in (13)) |
|        | Coverelli (Firenze) Inquartato: nel 1º e 4º fasciato ondato d'argento e d'azzurro; nel 2º e 3º d'azzurro pieno (citato in (13)) |
|        | Coverelli (Toscana) (DE) Blau-silber geviert, in den silbernen Plätzen je 3 blaue Wellenleisten (citato in (28)) |
|        | Coverelli (Firenze) Troncato d'azzurro e d'oro, al leopardo illeonito dell'uno all'altro (citato in (13)) |
|        | Covi (Mantova) Inquartato nel 1° d'oro all'aquila rivolta di nero coronata del campo; nel 2° d'oro, all'aquila bicipite di nero, sormontata di una corona imperiale; nel 3° d'argento ad una serpe ondeggiante in palo d'azzurro, ingolante un fanciullo di rosso; nel 4° d'azzurro ad un fascio di 3 spighe fogliate d'oro, legate dello stesso (citato in DAlena) |
|        | Covi (Brescia) Semipartito-spaccato: nel 1° d'oro all'aquila di nero; nel 2° di rosso; nel 3° d'argento; col capo dell'impero (citato in DAlena) |
|        | Covi (Soncino) Titolo: conti di Soncino Inquartato: nel 1° e 4° d'argento, alla biscia viscontea di verde; nel 2° e 3° di rosso, al covone di spighe d'oro; col capo dello stesso, caricato dell'aquila spiegata di nero (citato in DAlena) inquartato; nel primo e nel quarto d'argento alla biscia viscontea; nel secondo e nel terzo di rosso al covone di spighe d'oro; col capo dello stesso caricato di un'aquila spiegata di nero (citato in BLCR) Immagine in Blasonario Cremonese (archiviato dall'url originale il 1º giugno 2017). |
|        | Covin (Bressanone) Titolo: Nobile d'azzurro alla fascia in divisa d'oro, accompagnata in capo da due spade in decusse, manicate di oro, le punte in alto, sormontate da una rosa di rosso ed in punta da un torrente attraversato da un ponte di legno, rotto nel mezzo; dal torrente nasce un monte di tre cime roccioso Cimiero: un leone nascente, d'oro, linguato di rosso e tenente con la zampa destra rialzata una spada manicata d'oro e posta in sbarra (citato in (4) – Vol. II pag. 567)                                           |
|        | Covoni (Firenze) d'oro al crescente montante di nero sormontato da un lambello a tre pendenti di rosso (citato in (4) – Vol. II pag. 567) (DE) In Gold 1 dreilätziger roter Turnierkragen und 1 liegender schwarzer Halbmond pfahlweise (citato in (28)) (Immagine nella Raccolta stemmi Trippini (JPG).) |
|        | Covoni (Firenze) D'oro, al crescente montante di nero (citato in (13)) alias D'oro, al crescente montante di nero, sormontato da un lambello a tre pendenti di rosso (citato in (13)) (DE) In Gold 1 dreilätziger roter Turnierkragen und 1 liegender schwarzer Halbmond pfahlweise (citato in (28)) alias D'oro, al crescente montante di nero, sormontato da un lambello a cinque pendenti di rosso (citato in (13)) |
|        | Covoni Girolami (Firenze) partito: nel primo d'oro al crescente montante di nero sormontato da un lambello a tre pendenti di rosso (Covoni); nel secondo d'argento alla croce di S. Andrea di nero cimata di una mitra d'oro (Girolami) (citato in (4) – Vol. II pag. 567) |

### Cow
| Stemma | Casato e blasonatura |
| ------ | --- |
|        | Coward o Couvard (Torino) Titolo: conti di San Siro D'oro, a due fasce di nero, cariche di tre rose del primo, 2, 1 alias D'oro, a una fascia di nero, carica di tre cinquefogli d'argento, 2, 1 alias D'ermellino, a due fasce di nero, ciascuna carica di tre cinquefogli, d'argento alias D'argento, allo scaglione di rosso, carico di tre merli del campo, con il capo di rosso, carico di una canna di cannone, d'oro (citato in (15)) |

### Coz
| Stemma | Casato e blasonatura |
| ------ | --- |
|        | Cozio (Casale) Titolo: conti di Salabue; consignori di Montiglio, Terruggia D'oro a tre pali di rosso, quello di mezzo caricato di una mano tenente una lancia al naturale, con il capo d'oro carico di un'aquila coronata, di nero alias D'oro a tre pali di rosso, quello di mezzo caricato di una mano tenente una mazza (?) d'argento, con il capo d'oro carico di un'aquila coronata, di nero (citato in (15)) |
|        | Cozza (Roma, Orvieto) d'argento alla campagna di verde, dal centro della quale sorge una collinetta al naturale sormontata da un uccello (citato in (4) – Vol. II pag. 568) |
|        | Cozzo (Sicilia) Titolo: barone di Sabuci, Galasso; conte di Gallitano troncato: nel 1° d'oro, nel 2° di rosso, a tre monti del primo (citato in Mango) diviso: nel 1° d'oro, e nel 2° di rosso con tre monti d'oro moventi dalla punta (citato in (26)) Corona di conte Notizie storiche in Famiglie nobili di Sicilia.                                                                                             |
|        | Cozzolino (Napoletano) d'azzurro, all'uomo vestito di tunica, con cappello a falde larghe, sorreggente una clava con la mano destra, il tutto al naturale, ed un sole orizzontale a sinistra d'oro (citato in (33)) |